# Carlos Formas Urízar
Carlos Formas Urízar (Rancagua, 1793 - Santiago, 13 de junio de 1861) fue un militar y político chileno.
Hijo de José Luis Formas y Patiño y de María del Carmen Urízar Suasso. Participó en el Ejército Libertador, iniciando su actividad militar en diciembre de 1816 como abanderado del Regimiento N.º 11. Estuvo en las batallas de Chacabuco, Curapalihue, Cancha Rayada y el asalto de Talcahuano. Fue herido en la batalla de Maipú, donde era ayudante del coronel Juan Gregorio Las Heras.
En 1826 fue elegido Diputado por Rancagua en la Asamblea Provincial de Santiago. Más tarde, electo Senador por Colchagua en el Congreso Nacional de 1829. Integró la Comisión de Hacienda, la de Negocios Constitucionales, y la de Legislación. Posteriormente, fue Diputado por Copiapó para el período 1837 a 1840. 
Elegido Diputado por Caupolicán en 1843 y reelegido en 1846. En 1849 salió electo representante de Curicó, Santa Cruz y Vichuquén. En estos períodos integró las Comisiones permanentes de Educación y Beneficencia y en la de Guerra y Marina. 
Falleció en Santiago, el 13 de junio de 1861. Estaba casado con Loreto Huidobro García, con quien tuvo una hija: Elisa.